# 函館工業高等專門學校
函館工業高等專門學校（National Institute of Technology, Hakodate College），簡稱函館高專，是一所位於日本北海道的高等專門學校。

## 沿革
- 1962年 函館高專創立，為國立高專1期校。設有機械工學、電氣工學、土木工學三學科。
- 1966年 增設工業化學科。
- 1991年 增設情報工學科。
- 1995年 土木工學科改組為環境都市工學科。
- 1996年 工業化學科改組為物質工學科。
- 2000年 電氣工學科更名為電氣電子工學科。
- 2004年 法人化。增設專攻科。
- 2012年 原有的五個學科進行整合，新設為生產系統工學科、物質環境工學科、社會基盤工學科。

## 教育組織

### 本科（副學士課程）
- 生產系統工學科
- 物質環境工學科
- 社會基盤工學科

### 專攻科（學士課程）
- 生產系統工學專攻
- 環境系統工學專攻
- 複合型系統工學教育學程[1]。

## 交通資訊
- 搭乘函館市電，於湯之川車站下車，徒步約15分鐘。
- 搭乘函館巴士（日语：函館バス）[2]14號路線，於「高專前」站牌下車。
- 該校臨近函館機場，搭乘計程車到校僅需10分鐘。

## 外部連結
- 函館工業高等專門學校（页面存档备份，存于）

41°47′0.09″N 140°48′10.21″E / 41.7833583°N 140.8028361°E